# Angelo Bacigalupi
Angelo Bacigalupi (Castelnuovo Magra, 2 aprile 1882 – Parigi, 19 dicembre 1942) è stato un politico e antifascista italiano.

## Biografia
Figlio di Luigi e Maria Moracchioli inizia a lavorare subito dopo aver completato la scuola elementare. Carpentiere presso i cantieri di Muggiano aderisce al movimento socialista e si distingue nella difesa dei diritti dei lavoratori. Schedato come sovversivo viene privato dell'esonero dal servizio militare e inviato su un fronte imprecisato della prima guerra mondiale.
Cessate le ostilità torna a lavorare ai cantieri di Muggiano e viene proposto all'unanimità dai suoi colleghi candidato alle elezioni politiche dello stesso anno. È stato il primo deputato socialista di La Spezia, oltremodo attivo sul fronte dei diritti dei lavoratori, Oltremodo attivo nel periodo del biennio rosso definisce gli industriali pescicani e partecipa all'occupazione di numerose fabbriche. La sua attività particolarmente estremista non viene tuttavia condivisa dal partito e dal sindacato ufficiale, ciò che porta Bacigalupi ad avvicinarsi alla corrente massimalista del Partito Socialista Italiano.
Nel luglio del 1921, dopo l'assalto dei fascisti a Sarzana, aderisce agli Arditi del Popolo, una formazione spontanea di resistenza antifascista composta da operai socialisti, comunisti, anarchici e repubblicani, contro la volontà dei partiti operai ufficiali. Bacigalupi è stato inoltre il punto di riferimento del circolo "Sempre Avanti", creato nel 1915 dai socialisti come luogo "per il divertimento lecito ed onesto, nonché la cura dell’educazione morale dei suoi associati".
Nello stesso anno non si ricandida a causa delle violente persecuzioni cui è sottoposto dai fascisti assieme alla sua famiglia. Sottoposto coi suoi familiari a prelevamenti notturni, arresti, aggressioni, viene accusato di aver organizzato gli scontri che il 15 febbraio 1922 portano all'omicidio di uno squadrista. Processato e condannato viene rilasciato per motivi di salute nel 1925, anno in cui prende la via dell'esilio in Francia confidando che la sua assenza avrebbe spinto gli avversari a lasciare in pace la propria famiglia. La sua assenza non la risparmia tuttavia dalle persecuzioni, al punto che tre dei suoi cinque figli vengono a mancare a seguito di percosse e privazioni. La moglie e i figli superstiti decidono quindi di raggiungerlo a Parigi, dove gli altri due ragazzi, ormai minati nel fisico, muoiono a poca distanza l'uno dall'altro.
In Francia Bacigalupi si avvicina per un certo periodo ai comunisti e fa da propagandista nell'ambito delle attivita della Confederazione Generale del Lavoro. Questa sua collaborazione, che lo porta anche a collaborare coi giornali L'Humanité e l'Operaio italiano, porta alla sua espulsione del partito socialista, ma la sua fase comunista è breve. Nel 1930 Bacigalupi aderisce al Partito Socialista Italiano (massimalista) guidato da Angelica Balabanoff, schierato su posizioni di estrema sinistra, collaborando all'edizione dell'Avanti! massimalista.
Rientrato in seguito nel PSI continua la sua militanza e l'attività di propaganda fino alla scomparsa.